# 現金流101
現金流101（英語：Cashflow 101）是棋盤遊戲型式的財商教育工具，由日裔美國作家羅伯特·T·清崎（《富爸爸，窮爸爸》系列图书的作者）根据传统的纸板游戏，融合他的老鼠赛跑的财商逻辑設計而成。這個遊戲的焦點是當一邊增進財務知識以及強調會計的必要本質的同時，可以在免於實際風險的狀況下教導玩者習得投資的概念：如何讓錢為自己工作。

## 纸板游戏
和传统大富翁只有一个跑道稍有不同的是，现金流遊戲的纸板盘面分成兩個跑道的關卡。游戏玩家可以随机抽取门卫、卡车司机、秘书、护士、警察、小学教师、经理、工程师、机械师、飞行员、律师、医生等十二种职业其中的一种，然后根据这些职业的不同，自然地被设定与之相称的收入和支出等财务状况，進行老鼠賽跑圈的关卡。
在老鼠赛跑的关卡中，游戏以被动收入大于总支出为目标。一旦达成目标，即可离开老鼠赛跑的慢车道，进入快车道。进入快车道后，玩家不再以依靠工作挣工资获取收入，而是依靠买卖资产获取收益。此时仍可能出现大笔的支出，比如随机抽取的离婚导致的现金减半的巨额费用，大笔慈善捐款，和为了实现个人理想而付出的大量金钱。
- 老鼠賽跑階段：玩家必須讓自己的被動收入大於總支出；
- 快車道階段：玩家「達成理想」，或累積被動收入達每月現金流增加5萬元美金。

在遊戲中以財務報表取代傳統計分卡。玩家需詳細紀錄自己的財務狀況，進而得知錢如何而來，又流向哪裡。檢視財務報表可得知資產的收入方式、負債及華而不實的東西（doodads）如何造成額外支出。

## 其他版本
現金流的紙版遊戲版本，尚有兒童版及現金流202（進階版）兩種版本，同為羅伯特·T·清崎所設計。除此之外，尚有電腦遊戲的版本。

## 批评
有人批评现金流游戏售价昂贵，无法达到与售价相称的教学效果。在羅伯特·清崎相關的著作中有提及此遊戲盒的訂價策略，而教学效果和是否物有所值也见仁见智，故遊戲盒售價是否昂貴應不在討論範疇。這些相關著作，亦被視為遊戲盒財商教育知識的補充或詮釋。

## 參看
- 現金流202

## 外部連結
- 試玩與觀看遊戲畫面：現金流101電子版與現金流202電子版
- A review of "Cashflow 101" （页面存档备份，存于） from Profit Advisors
- Cashflow 101 FAQ/Rules （页面存档备份，存于） and different ways to play the game